# Blå måne

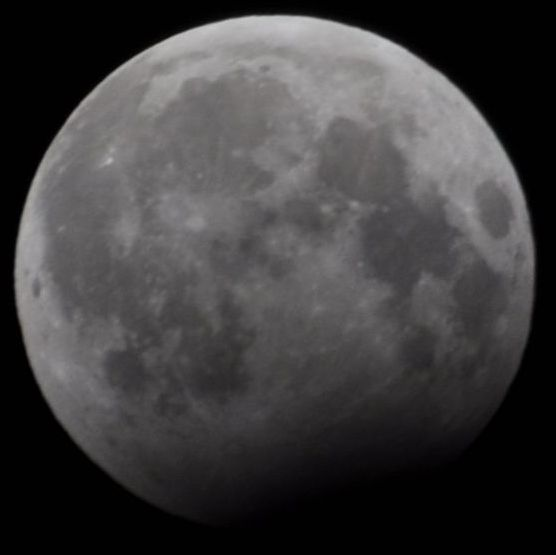
Blå måne vid månförmörkelse i december 2009

Begreppet blå måne är numera benämningen på en andra fullmåne inom samma kalendermånad. En äldre definition är den tredje fullmånen i ett kvartal med fyra fullmånar.[källa behövs]
Formeln för att räkna ut när den blå månen infaller använder ett år som börjar vid vintersolståndet, och delar in året i fyra kvartal. Den tredje månen i ett kvartal med fyra fullmånar är en blå måne, och inträffar alltid i maj, februari, augusti eller november. Den blå månen är alltså den 13:e månen i ett kalenderår. 
Eftersom ett synodiskt månvarv är omkring 29,53 dagar, och ett jordvarv är omkring 365,24 dagar, består varje solkalenderår av ungefär elva dagar fler än de tolv månvarven. De extra dagarna samlas och vartannat eller vart tredje år (sju gånger under 19-åriga Metons cykel) uppstår detta fenomen, alltså en extra fullmåne. Olika traditioner och konventioner uppstår vid extra "blå" fullmåne.  
Uttrycket Blå måne kommer från engelskans ”Blue moon”, och kan härledas till en amerikansk bondepraktika från 1800-talet. Begreppet "blå måne" används mycket sällan på svenska men är vanligt på engelska, Blue moon, där det ofta används i uttrycket once in a blue moon vilket betyder mycket sällan. 
Den blå månens rötter är dock betydligt äldre än så. Den kristna kalendern tog månen som riktmärke för sina högtider, och varje måne hade ett namn. Den 13:e månens oregelbundna uppdykande under året kan härledas till den Gregorianska kalendern, vilken infördes år 1582 av påve Gregorius XIII för att, bättre än den tidigare Julianska kalendern, motsvara det naturliga årets rytm. 
En 13:e fullmåne inträffar i genomsnitt en gång på 2,72 år, så kalendern hade bara namn för tolv fullmånar. Den 13:e månen blev en udda tilldragelse, och kalenders upplägg kunde bibehållas.

## Blå måne förr i världen
Den tidigaste dokumenterade användningen av termen "Blue Moon" var i en pamflett år 1528. Pamfletten kritiserade de engelska prästerna med titeln "Rede Me and Be Not Wrothe" – (Läs mig och bli inte arg, eller möjligen vägled mig och bli inte arg), "If they say the moon is belewe, We must believe that it is true" – (Om de säger månen är blå, måste vi tro att det är sant).
En annan tolkning från medelengelskan är att ordet belewe (förutom blå) även betyder att förråda. Under 1500-talet, innan den Gregorianska kalendern hade införts, blev den medeltida påsktavlan i otakt med de faktiska årstiderna och månen. Ibland var det så att våren hade börjat och fullmånen passerat, innan påsktavlan hade förutsatt det. Därför behövde präster berätta för folket om månen var "påskmånen" eller en falsk, som de kan ha kallat för "belewe moon" (förrädarmåne). Detta ledde till att folket fick fortsätta fasta i en extra månad.

## Synlig blå måne
Den bokstavliga betydelsen av "blå måne" är när månen tycks vara ovanligt blåaktig. Detta är en väldigt sällsynt händelse. Effekten kan orsakas av rök eller dammpartiklar i atmosfären, vilket har inträffat i Sverige och i Kanada på 1950-talet, och efter vulkanen Krakataus utbrott 1883, då månen såg blåaktig ut i nästan två år. Synlig "blå måne" har även inträffat efter mindre vulkanutbrott, exempelvis år 1983 efter utbrottet av vulkanen El Chichon i Mexiko. För att "blå måne" ska uppstå måste partiklarna vara bredare än våglängden för rött ljus (0,7 mikrometer). Detta är som sagt väldigt sällsynt men kan uppstå efter exempelvis vulkanutbrott och skogsbränder. Aska och dammoln som kastas ut i atmosfären vid stormar och bränder innehåller vanligtvis partiklar i många olika storlekar, de flesta mindre 1 mikrometer, och de tenderar att skingra blått ljus, varvid månen framstår som röd. Det är därför mycket vanligare med röd måne än blå måne.

## Två fullmånar på en månad
2010: 1 januari (delvis månförmörkelse) , 30 januari (endast i tidszoner öster om UTC+04:30)
2010: 1 mars, 30 mars, (bara i tidszoner öster om UTC 07)
2012: 2 augusti, 31 augusti 
2015: 2 juli, 31 juli
2018: 2 januari, 31 januari; 2 mars, 31 mars
2020: 1 oktober, 31 oktober
2023: 1 augusti, 31 augusti
2026: 1 maj, 31 maj
Fler datum finns på 